# 彭盛 (景泰進士)
彭盛（1417年—？），字永昌，江西臨江府清江縣人，民籍，明朝政治人物。

## 生平
景泰元年（1450年）庚午科應天鄉試第十名舉人，五年（1454年）中式甲戌科會試第二十三名，三甲第八十九名進士。

## 家族
曾祖彭商賢；祖父彭成德；父彭殷伯。